# Sant Fost de Campsentelles
Sant Fost de Campsentelles település Spanyolországban, Barcelona tartományban. Lakosainak száma 9227 fő (2024).

## Földrajza
Sant Fost de Campsentelles Badalona, Montcada i Reixac, La Llagosta, Mollet del Vallès, Martorelles, Santa Maria de Martorelles és Tiana községekkel határos.

## Népesség
A település lakosságának változását az alábbi diagram mutatja:
| Lakosok száma | 141  | 591  | 1520 | 1865 | 4895 | 7039 | 8234 | 8666 | 8737 | 9227 |
|               | 1717 | 1900 | 1940 | 1965 | 1991 | 2004 | 2009 | 2014 | 2019 | 2024 |